# Gemünden (Daun)

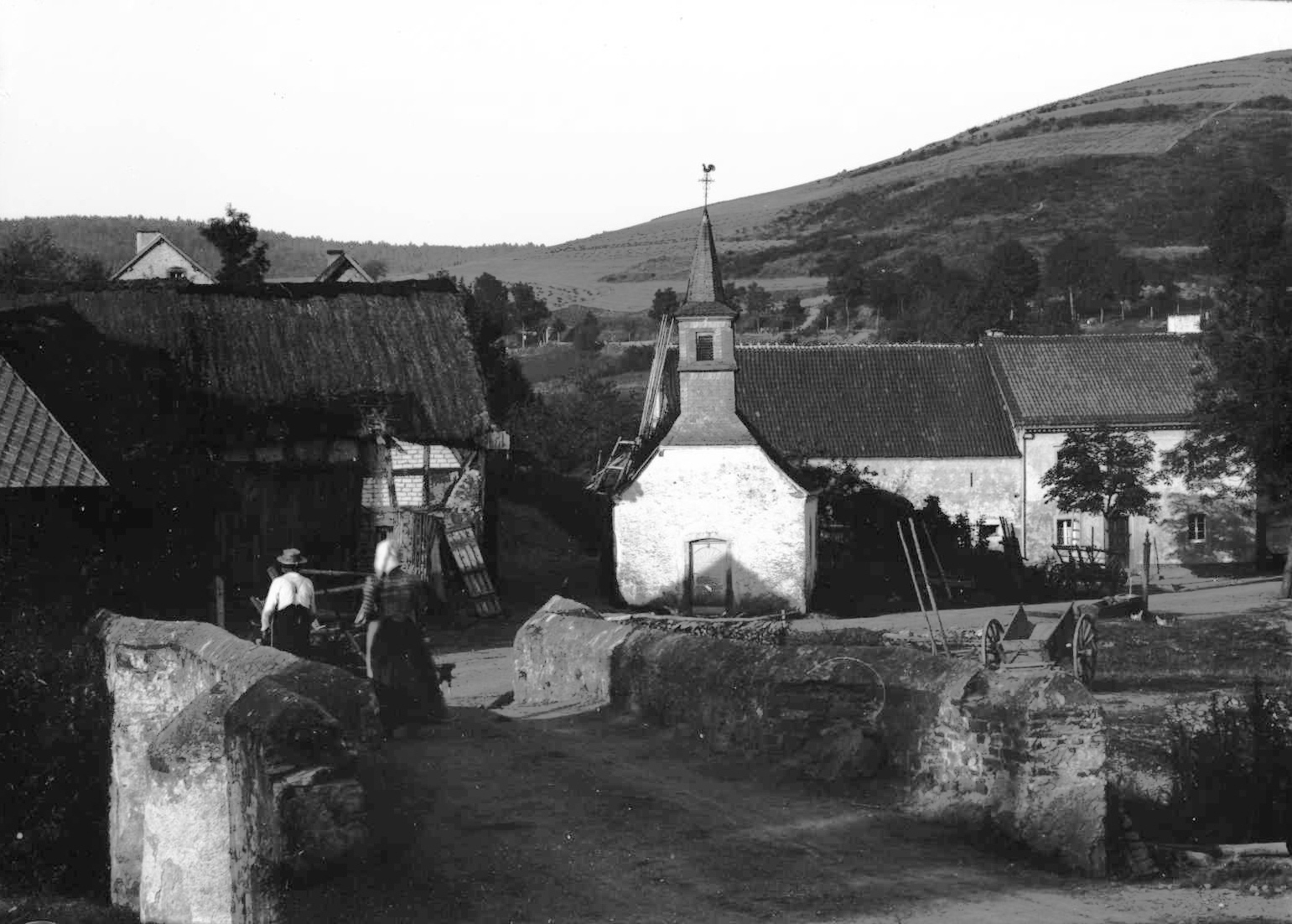
Historische Ansicht der St. Donatus-Kapelle am Pützborner Bach vor 1921 von C. S. Langbein.

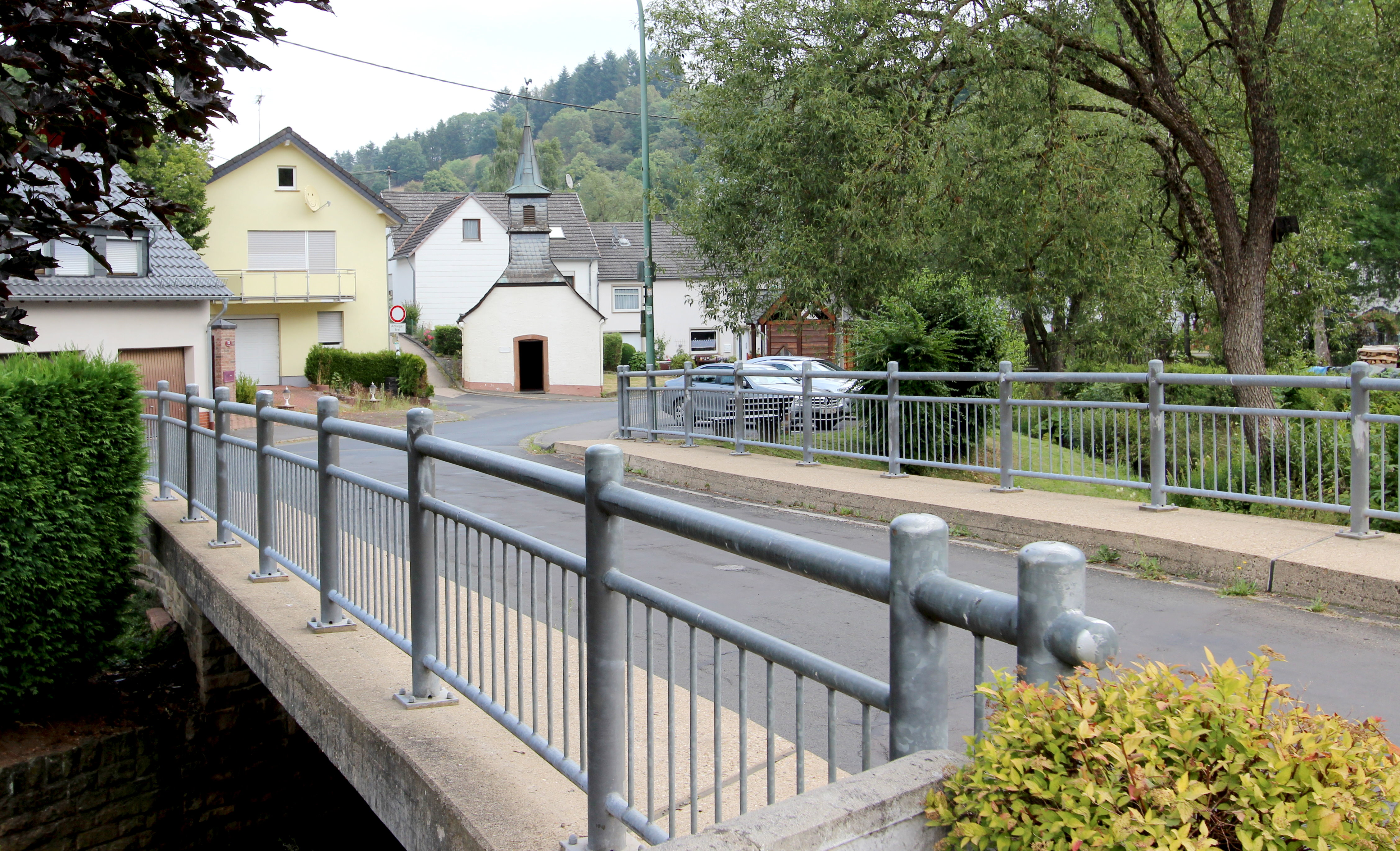
Ansicht der St. Donatus-Kapelle von heute.

Gemünden ist ein Stadtteil (Ortsbezirk) von Daun in der zentralen Vulkaneifel im Landkreis Vulkaneifel in Rheinland-Pfalz.

## Lage
Der Ort liegt im Tal der Lieser. Ungefähr 200 Meter östlich der Ortslage liegt das Gemündener Maar. Die Nachbarorte von Gemünden sind im Norden Daun, im Süden Weiersbach und im Westen der Eifel-Ferienpark Daun. Am östlichen Ortrand verläuft die L 46. Im Ort mündet der Pützborner Bach in die Lieser.

## Geschichte
Gemünden wurde im Jahr 1345 das erste Mal urkundlich erwähnt.
Bis zum Ende des 18. Jahrhunderts gehörte Gemünden landesherrlich zur Hälfte zur Herrschaft Kasselburg und zur Hälfte zum Kurfürstentum Trier. Der kurtrierische Teil und stand unter der Verwaltung und der Gerichtsbarkeit des Amtes Daun. Gemünden war der Zenterei Schalkenmehren zugeordnet.
Im Jahr 1794 wurde das Linke Rheinufer im ersten Koalitionskrieg von französischen Revolutionstruppen besetzt. Von 1798 bis 1814 gehörte Gemünden zum Kanton Daun im Saardepartement.
Auf dem Wiener Kongress (1815) kam die Region an das Königreich Preußen, Gemünden wurde 1816 dem neu errichteten Kreis Daun im Regierungsbezirk Trier zugeordnet und von der Bürgermeisterei Daun verwaltet.
Am 1. April 1938 wurde Gemünden in die Stadt Daun eingemeindet.

## Politik
Der Stadtteil Gemünden ist gemäß Hauptsatzung einer von acht Ortsbezirken der Stadt Daun. Die Grenzen des Bezirks entsprechen denen der Gemarkung. Er wird politisch von einem Ortsbeirat sowie einem Ortsvorsteher vertreten.
Der Ortsbeirat von Gemünden besteht aus drei Mitgliedern und dem ehrenamtlichen Ortsvorsteher als Vorsitzendem.
Hermann Schüller ist seit 2019 Ortsvorsteher von Gemünden.
Schüllers Vorgänger Peter Jungen hatte das Amt seit 2004 ausgeübt.

## Kultur und Sehenswürdigkeiten
- Katholische Filialkirche St. Donatus von 1731, mit Skulptur Madonna mit Kind (um 1400)
- Moltkedenkmal von 1847
- Fachwerkhaus Holzersmühle
- Naturdenkmal Gemündener Maar mit Naturfreibad
- Freilichtspiele Gemünden

Siehe auch: Liste der Kulturdenkmäler in Gemünden

## Vereine
- Freiwillige Feuerwehr
- Freilichtspiele Gemünden